# Allochrostes impunctata
Allochrostes impunctata är en fjärilsart som beskrevs av W. Warren 1897. Allochrostes impunctata ingår i släktet Allochrostes och familjen mätare. Inga underarter finns listade i Catalogue of Life.